# 1241
Năm 1241 là một năm trong lịch Julius.